# 拉吉斯拉夫·迈尔
拉吉斯拉夫·迈尔（捷克語：Ladislav Maier，1966年1月4日—），捷克男子足球运动员，司职守门员。他曾代表捷克国家队参加1996年和2000年欧洲足球锦标赛，其中1996年欧锦赛获得亚军。